# Peziza cerea
Peziza cerea är en svampart som beskrevs av Sowerby 1796. Peziza cerea ingår i släktet Peziza och familjen Pezizaceae.   Inga underarter finns listade i Catalogue of Life.

## Källor

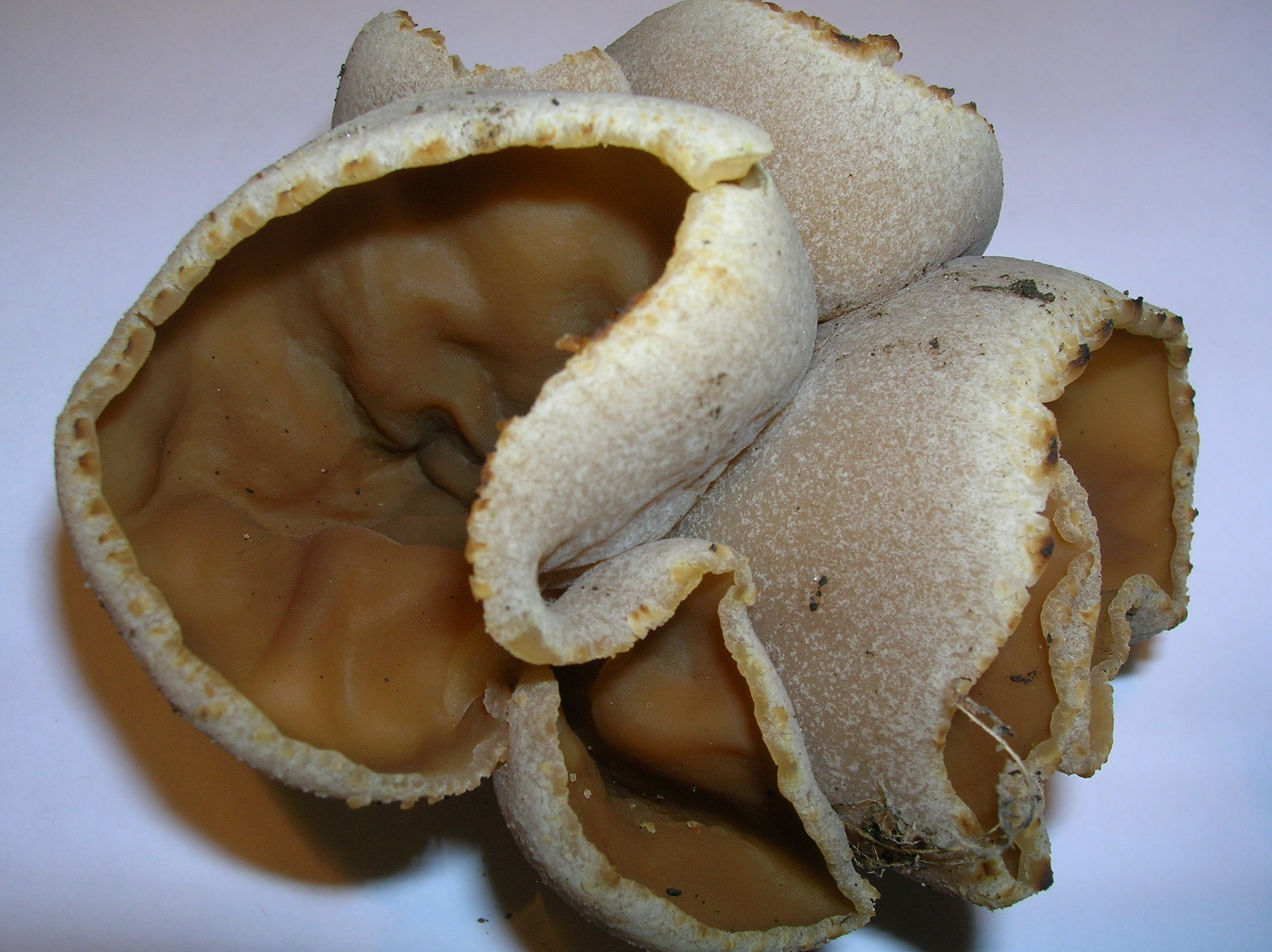
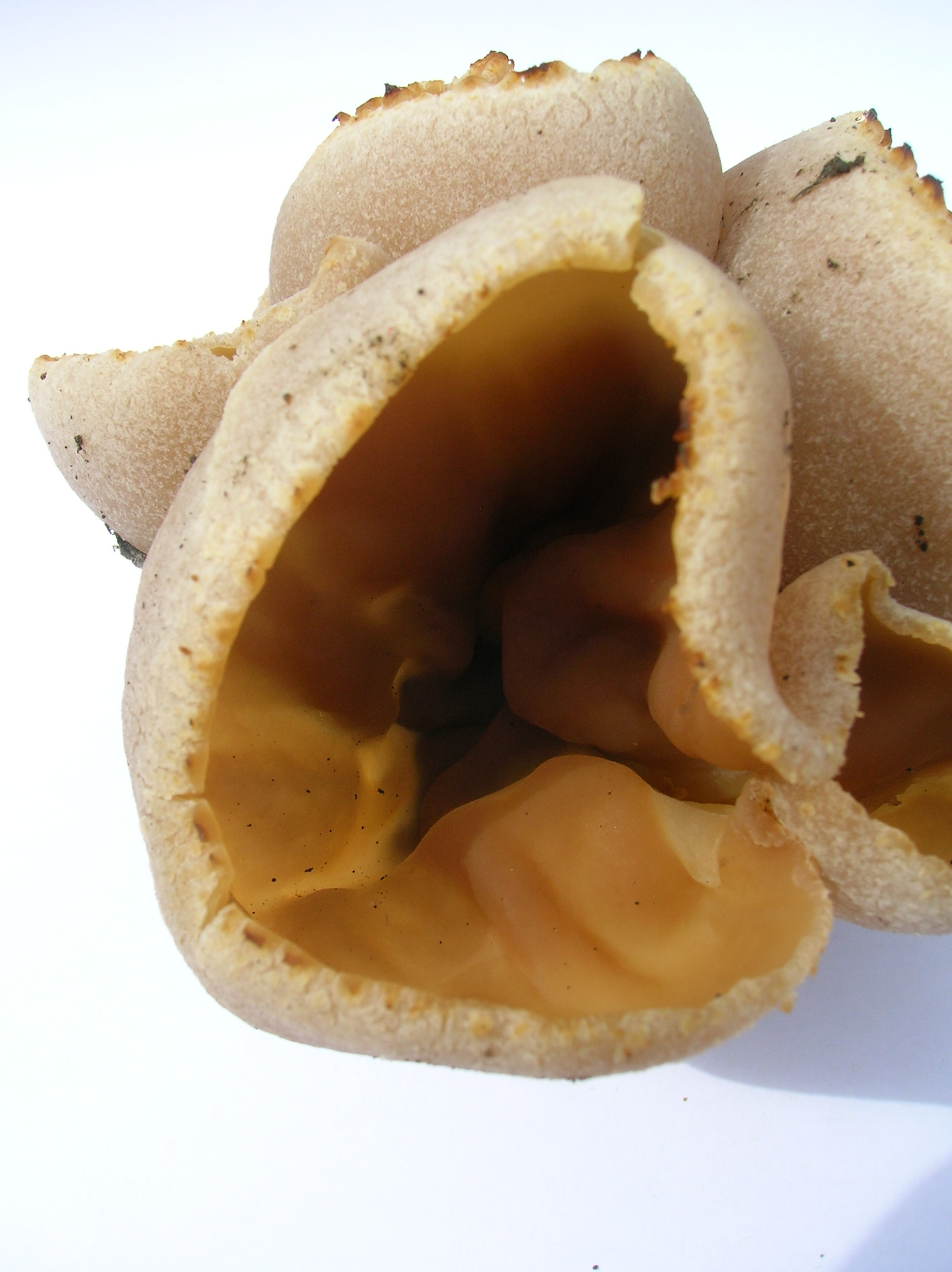